# 芹澤もあ
芹澤 もあ（せりざわ もあ、2006年1月18日 - ）は、日本のアイドル、歌手、女優、モデル、タレント。女性アイドルグループukkaのメンバー。東京都出身。スターダストプロモーションSTAR PLANET所属。MBSラジオ『オレたちゴチャ・まぜっ!〜集まれヤンヤン〜』16期ヤンヤンガールズ。
父は元歌手（元EE JUMP）で政治家（千葉県八街市議会議員）の後藤祐樹。伯母は元モーニング娘。の後藤真希。いとこ（真希・祐樹の姉の息子）はいずれも元ファッションモデルの勧修寺保都と勧修寺玲旺。

## 略歴
2015年、小学4年生の夏ごろスカウトされスターダストプロモーションへ所属。
2016年1月17日、「桜エビ〜ず」（2019年にukkaへ改名）のファースト・ワンマンライブ「桜エビ〜ずファ〜ストライブ〜出航！もってけ桜エビ〜」（SHIBUYA TSUTAYA O-Crest）が開催。同ライブにて芹澤の加入が発表された（当時9歳で最年少の新メンバーだった）。加入直後となる2016年1月27日、MC強化のためSHOWROOM番組『桜エビ～ずの愉快でhumhumhum♪なSHOWROOM』への出演を開始。
2018年7月から「桜エビ〜ず」が12ヶ月連続リリースしたシングルの2曲目「灼熱とアイスクリーム」にて初の落ちサビを担当。
2021年7月28日、芹澤もあフィーチャー曲「Party goes on.」を収録したukkaの1stミニアルバム『T.O.N.E』が発売（Loppi・HMV限定盤へはソロバージョンが収録された）。同年9月、レギュラー出演するラジオ番組「ukkaり娘の浮かれでぃお」が放送開始。11月、「THE FASHIONISTA presented by Up-T」において2位となり、雑誌「ar」への出演権を獲得し、『ar』2022年2月号にグラビアが掲載された。
2022年11月3日、ukkaワンマンライブ「ALLOUT SECOND」にて、元EE JUMP（現 市議会議員）の後藤祐樹が父親であると公表した。その後は父のYouTube「おっととっとちゃんねる。」でたびたび共演している。
2023年2月11日、芹澤もあ生誕ソロライブ「Moa’s 17th birthday party〜2023〜」にて父と共演する。
2024年4月、MBSラジオ『オレたちゴチャ・まぜっ!〜集まれヤンヤン〜』に16期ヤンヤンガールズとしてレギュラー出演を開始。「ヤンヤン3人だけでしゃべりやがれ！」「あたかも映画批評」などでトップを獲得した。同年9月5日発売の週刊ヤングジャンプにグラビアが掲載され、芹澤もあ(ukka)写真集「more!!!!」を発売。
2025年、アパレルブランド「LIVERTINEAGE」とのコラボ商品を発売。同年3月、芹澤もあが参加したImgramox Musicによるカバー音源「Mr.Music」が配信リリース。

## 人物
愛称は、もあちゃん。特技はオセロ、早食い。特徴的な声を持つ。
幼いころから『ミュージックステーション』などの音楽番組を頻繁に視聴し、アイドルに夢中だった。そのなかでもAKB48とももいろクローバーZに傾倒し、テレビの前で一緒に踊っていた。AKB48では渡辺麻友を特に応援し「本当にお顔が美しいな」と思ったという。渡辺が頭につけていた可愛いリボンと似た商品を探したこともある。
アイドルグループ「桜エビ〜ず」（2019年にukkaへ改名）への加入当初はパフォーマンスの実力が他のメンバーに追いつかず、本人だけでなく母親も危機感を覚え、家庭内で親子のスパルタ特訓が始まった。母親の前で泣きながら特訓ライブをしたり、芹澤が学校にいる間にダンスを覚えた母親が下校後に振りを指導することもあった。当時はスパルタ特訓に絶望したというが、現在は母親の手法のおかげで成長できたことを実感しプロデュースを担った母親への感謝を口にしている。小学校の卒業文集には「人に笑顔を与える仕事に就きたい」と記している。「ライブを重ねるごとに大きなステージに立ち、いろんな人を笑顔にさせてあげたい。もちろんそのためには努力も必要なので、限界まで頑張って夢をかなえたいと思います」と語っている。
伯母は後藤真希（元モーニング娘。）。幼いころから面倒をみてもらい「ねね」と呼び慕っていた。後藤を元アイドルだと認識していなかったころ、母親とモーニング娘。の映像を観賞中に「どの子が一番いいと思う？」とたずねられ「この子！」と指さしたのが後藤だった。現在も当時のライブ映像を観ると「カッコよすぎて圧倒されます」と語る。
別れのあいさつを「ばいびろ〜ん」と形容する。中学1年生のとき（2018年ごろ）、学校へ行く妹が母親に「ばいびろ〜ん」と言ったのがきっかけ。その後、母親の提案でブログ記事の最後に「ばいびろ〜ん」と記載したところ、ファンに浸透していき自身も口にするようになったという。配信アプリ「スタコミュ」では朝に配信する『おはもあ配信』へ家族もたびたび出演する。第2回スタコミュAWARDの”スタコミュスタッフから推され部門”にノミネートされた。
2024年11月に出演したSTARDUST PARTY 2024では、SNS選抜ユニット「Sugar NonSugar」として楽曲「だから褒めて♡」披露したほか、MBTI別ユニット（ESTP 起業家型）としてパフォーマンスした。
2021年秋（高校1年生）、新メンバー2名がukkaへ加入した。その一人である結城りなは芹澤の2学年上だが芸能活動はukkaが初めてだった。結城は芹澤について「年齢は年下でも立場は先輩で難しかったと思う、それでも『わからないことありますか？』と聞いてくれて、すごく優しく本当にありがたかった」と感謝を述べている。経歴は異なるが、お互いに無いものを持つ二人は好相性だった。富士急ハイランドを共にレポートしたり、結城の「SASUKE女性アイドル予選会」出場時にはセコンドとして予選突破をサポートした。2023年冬、ukkaへ年下の新メンバー2名が加入。グループ内ではアイドル歴で上から3番目、年齢で下から3番目のポジションとなりグループを牽引している。
2025年、ukka10周年プロジェクト第1弾のユニット企画において、TEAM GALとして3人組ユニット「WarpiE」（ワーピー）を村星りじゅ・葵るりと結成し、配信シングル『I my perfect』を6月25日にリリースする。

## 出演

### テレビドラマ
- 「この恋あたためますか」（2020年10月20日、TBS系）[28]
  - 主人公の井上樹木が所属していたアイドルグループ「Cupid」（演：ukka）に、樹木と交代で新メンバーとして加入しセンターポジションを務める17歳の役を演じる。加入後のCupidはメジャーデビューを果たし、アリーナワンマン公演を成功させ、雑誌の表紙を飾るほどの人気グループに成長した。

### その他テレビ
- 「コアラモード.小幡康裕のガチンコスターダストプラネット #58」（2020年10月21日、フジテレビNEXT）に出演し「君はロックを聴かない」（あいみょん）を歌唱。
- 「有吉のお金発見 突撃!カネオくん」（2025年5月4日、NHK総合）[29]

### ラジオ
- 「ニッポン放送 ホリデースペシャル 太田胃散プレゼンツ スタプラアイドルラジオ」（2020年7月23日、ニッポン放送）[30]
- 「ラジオiNEWS」（2022年4月14日、ラジオNIKKEI）に、ukkaのメンバー 川瀬あやめ、結城りな とともに、ゲスト出演[31]。
- 「ラジオiNEWS」（2022年4月28日、ラジオNIKKEI）に、ukkaのメンバー 村星りじゅ、葵るり とともに、ゲスト出演[32]。
- 「ラジオNIKKEI×ヤング日経　新生活で知っておきたい経済ニュース！」（2023年3月25日、ラジオNIKKEI）に、ukkaのメンバー 結城りなとともにゲスト出演。
- 「ラジオiNEWS」（2023年6月8日、ラジオNIKKEI）に、ukkaのメンバー茜空とともにゲスト出演[33]。
- 「太田胃散presents ニッポン放送ホリデースペシャル『スタプラアイドルラジオ』」（2023年11月3日、ニッポン放送） 第1部にゲスト出演[34]。
- 「God Bless Saturday」（2023年11月11日、FM yokohama）に、ukkaのメンバー茜空とともにゲスト出演。
- 「ukkaり娘の浮かれでぃお」（2021年 - ） - ukkaり番長
- 「オレたちゴチャ・まぜっ!〜集まれヤンヤン〜」（2024年4月20日 - 、MBSラジオ）（毎週日曜（土曜深夜）1:30-4:28）MBSラジオにヤンヤンガールズ16期生としてレギュラー出演。

### 書籍
- 『アップトゥボーイ 2019年4月号』（2019年2月23日、ワニブックス） グラビアとインタビューを掲載（p.57-63）。
- 『BUBKA 2019年7月号』（2019年5月31日、白夜書房）
- 『U18 kind』（2020年1月22日、HUSTLE PRESS） グラビアとインタビューを掲載（p.18-33）。
- 『VDC Magazine 016』（2020年7月25日、Vocal & Dance Collection） 特集「おうち時間の過ごし方-don’t stop idol-」にインタビューを掲載（p.33）。
- 『IDOL AND READ 025』（2020年12月9日、シンコーミュージック） グラビアと詳細なインタビューを掲載（p.154-169）[35]。
- 『IDOL FILE Vol.21 Morning Routine』（2021年4月9日、シンコーミュージック） グラビアを掲載[36]。
- 『ar 2022年2月号』（2022年1月12日、主婦と生活社） グラビアを掲載。
- 『Top Yell NEO 2022〜2023』（2022年12月28日発売、竹書房） グラビアとインタビュー記事を掲載（p.108-111）。
- 『BUBKA 2023年4月号』（2023年2月28日、白夜書房） 「後藤祐樹×芹澤もあ(ukka)「吉田豪が迫る、後藤家の血筋」」と題する対談を掲載（p.51-53、64-65）[37]。
- 『IDOL FILE Vol.31 French Girly』（2023年10月27日、シンコーミュージック） グラビアを掲載。
- 『週刊ヤングジャンプ vol.40』（2024年9月5日、集英社） 単独での水着のグラビアを掲載。
- 『芹澤もあ(ukka)写真集「more!!!!」』（2024年9月5日、集英社） デジタル写真集

### CM
- Windows PC WEB CM「高校で。将来へ。世界が広がる。」[38]

### ネット配信
- 「ライブナタリー Presents『おもカワ 〜アイドル大喜利タッグトーナメント〜』」（2021年3月23日、Streaming+） - 茜空 とともにゲスト出演[39]。
- 「やかんとアイドル」（2023年5月6日-10日、YouTube）に出演。[40]
- 「柚姫の部屋 第201回」（2023年5月22日、YouTube）に、ゲスト出演。
- 「やかんとアイドルSP 芹澤もあ×橘花怜人見知りな２人が対談したら・・・」（2023年5月24日、同月25日、YouTube）に出演。[41]
- 「TRUE COLORS CHANNEL」（2025年4月、YouTube 日本財団DIVERSITY IN THE ARTS） - #1[42] #2[43]

### イベント
- 「渋谷LOFT9 アイドル倶楽部 vol.10」（2019年11月18日、渋谷LOFT9）にゲスト出演。

### WEB
- 2018年大注目！ HOT UP!!! 桜エビ〜ず（2018年3月7日[44]、4月18日[45]、B.L.T.web）
- U18 zero 芹澤もあ（2019年11月30日[46]、12月11日[47]、2020年1月25日[48]、2020年2月6日[49]、HUSTLE PRESS）

### 生誕イベント
- 2016年12月25日、ワンマンライブ「桜エビ～ずXmasワンマンライブ第1部〜もっともっと！サンタエビ～ず！〜」（@原宿アストロホール）にて生誕祭を開催[50][51]。
- 2017年12月10日、ワンマンライブ「第1部 帰って来たサンタエビ～ず 〜2017〜」（@下北沢GARDEN）にて生誕祭を開催[52]。
- 2019年2月11日、ツアー「初！東名阪ツアー！〜2019年は全国的に桜エビが開花するでしょう〜」東京公演1部（@恵比寿ザ・ガーデンルーム）にて生誕祭を開催[53]。
- 2020年1月24日、「The【14th】birthday of Moa Serizawa.」（@新宿LOFT）生誕祭を開催。
- 2022年3月12日、ソロライブでの生誕祭「Moa’s 16th birthday party〜2022〜」を開催（@KANDA SQUARE HALL）[54]。
- 2023年2月11日、生誕ソロライブ「Moa’s 17th birthday party〜2023〜」を開催（@代官山UNIT）。父の後藤祐樹と共演[55][56]。
- 2024年2月17日、生誕ソロライブ「Moa’s 18th birthday party〜2024〜」を開催（東京キネマ倶楽部）。

### 参加作品
- Imgramox Music カバー楽曲「Mr.Music」（2025年3月12日配信リリース）

### その他
- MAGiC BOYZ「DK GO!!!」ミュージックビデオ（2017年）[57]
- 「郡山市観光PR 動画「FUKUSHIMA 郡山 KORIYAMA」シリーズ第3弾」（2023年）[58] [59]
- アパレルブランド「LIVERTINEAGE」とのコラボ商品（2025年）